# Kristian Kitov
Kristian Dimitrov Kitov (Bulgaars: Кристиян Димитров Китов) (Sofia, 14 oktober 1996) is een Bulgaars voormalig voetballer die doorgaans speelde als middenvelder. Tussen 2014 en 2024 was hij actief voor Loedogorets, Lokomotiv Gorna Orjachovitsa en Stroemska Slava.

## Clubcarrière
Kitov speelde in de jeugdopleiding van CSKA Sofia uit zijn geboortestad. In 2012 maakte de jonge middenvelder de overstap naar Loedogorets. Aldaar debuteerde hij op 18 mei 2014. Op die dag werd er met 3–1 gewonnen van Tsjerno More Varna en Kitov nam de laatste treffer van het duel voor zijn rekening. Tijdens dat seizoen wist Loedogorets landskampioen en bekerwinnaar te worden. In de zomer van 2018 verkaste Kitov naar Lokomotiv Gorna Orjachovitsa. Een halfjaar later werd competitiegenoot Stroemska Slava zijn nieuwe werkgever. In februari 2024 besloot de middenvelder op zevenentwintigjarige leeftijd een punt te zetten achter zijn actieve loopbaan vanwege blessureleed.

## Clubstatistieken
| Seizoen | Club               | Competitie | Competitie | Competitie | Beker | Beker | Internationaal | Internationaal | Totaal | Totaal |
| Seizoen | Club               | Competitie | Wed.       | Dlp.       | Wed.  | Dlp.  | Wed.           | Dlp.           | Wed.   | Dlp.   |
| ------- | ------------------ | ---------- | ---------- | ---------- | ----- | ----- | -------------- | -------------- | ------ | ------ |
| 2013/14 | Loedogorets        | Parva Liga | 1          | 1          | 2     | 0     | —              | —              | 3      | 1      |
| 2014/15 | Loedogorets        | Parva Liga | 0          | 0          | 0     | 0     | 0              | 0              | 0      | 0      |
| 2015/16 | Loedogorets        | Parva Liga | 0          | 0          | 0     | 0     | 0              | 0              | 0      | 0      |
| 2016/17 | Loedogorets        | Parva Liga | 2          | 0          | 0     | 0     | 0              | 0              | 2      | 0      |
| 2017/18 | Loedogorets        | Parva Liga | 1          | 0          | 0     | 0     | 0              | 0              | 1      | 0      |
| 2018/19 | Gorna Orjachovitsa | Vtora Liga | 12         | 2          | 1     | 0     | —              | —              | 13     | 2      |
| 2018/19 | Stroemska Slava    | Vtora Liga | 10         | 0          | 1     | 0     | —              | —              | 11     | 0      |
| 2019/20 | Stroemska Slava    | Vtora Liga | 14         | 2          | 0     | 0     | —              | —              | 14     | 2      |
| 2020/21 | Stroemska Slava    | Vtora Liga | 9          | 1          | 0     | 0     | —              | —              | 9      | 1      |
| 2021/22 | Stroemska Slava    | Vtora Liga | 22         | 1          | 0     | 0     | —              | —              | 22     | 1      |
| 2022/23 | Stroemska Slava    | Vtora Liga | 32         | 1          | 1     | 0     | —              | —              | 33     | 1      |
| 2023/24 | Stroemska Slava    | Vtora Liga | 17         | 0          | 1     | 0     | —              | —              | 18     | 0      |
| Totaal  | Totaal             | Totaal     | 120        | 8          | 6     | 0     | 0              | 0              | 126    | 8      |

## Erelijst
| Parva Liga | 3 | 2013/14, 2016/17, 2017/18 |
| Beker      | 1 | 2013/14                   |